# Philippe d'Hugues
Pour les articles homonymes, voir Hugues.
Philippe d’Hugues, né le 4 janvier 1931 à Saïgon, est un critique de cinéma français.

## Biographie

### Carrière
Fils de Raymond d'Hugues, employé aux messageries maritimes et de Marie Cazaumayou, Philippe d'Hugues a été administrateur de la Cinémathèque française (1982-?), puis administrateur général du Palais de Tokyo (1986-1989). Parallèlement à sa carrière administrative, il participe en 1953 à la création d'un ciné-club avec Pierre Restany et François Mars : le « ciné-club des Jeunes Amis de la Liberté ».
Critique de cinéma dans diverses revues (Les Cahiers du cinéma et La Nation française de Pierre Boutang de 1960 à 1965, aux Écrits de Paris de 1973 à 1979 sous le pseudonyme de « Frédéric Saint-Jours », succédant à François Vinneuil, ou encore à la revue Positif de 1996 à 1997), il est conseiller technique au Centre national de la cinématographie (CNC) depuis 1974. Durant ces années, il écrivit également sous le nom « Philippe de Comes », et celui de « François Castéras ».
En 1980, avec Jean Gaultier et Frantz Schmitt, il est commissaire général de l'exposition « Image & magie du cinéma français : 100 ans de patrimoine » organisée par le CNC et le CNAM. À partir de 1982, il est administrateur de la Cinémathèque française, puis administrateur général du Palais de Tokyo de 1986 à 1989.
De 1987 à 1998, Philippe d'Hugues participe à la revue de l'Association française pour la recherche en histoire du cinéma (AFRHC) en tant que délégué général pour le CNC. Il participe ensuite (jusqu'en 2003) au jury du Prix Simone Genevois, qui récompensait chaque année les meilleurs livre et travail universitaire sur le cinéma.
En 2021, il publie ses mémoires chez Via Romana.

### Radio
De mars 2000 à décembre 2016, Philippe d'Hugues dirige, en tandem avec Jean-Paul Török jusqu'à 2007, puis avec Philippe Ariotti, l'émission sur le cinéma de Radio Courtoisie, le Libre journal du cinéma ; il est remplacé à cette date par Jérôme Besnard et Pascal Manuel Heu.

### Centres d’intérêt
Outre le cinéma, Philippe d’Hugues s’intéresse aussi à l'histoire et au patrimoine. En matière cinématographique, cet intérêt pour le patrimoine l'entraîne à fonder l'association « L'Image et la Mémoire » en 1979 avec Philippe Esnault, Jean-Michel Arnold et Jean-Paul Le Chanois, dont le but est de constituer un fonds d'enregistrements sonores du cinéma français.
Philippe d’Hugues s’intéresse aussi à la littérature et à la langue française. Il a, notamment, consacré un ouvrage à Robert Brasillach. Membre du bureau de l'association des amis de Robert Brasillach, il est également secrétaire général de l'Association des amis d'André Fraigneau, créée en 1993 par Michel Mourlet, et membre de l'association Roger Nimier[réf. souhaitée].

## Ouvrages
- Arletty, avec Philippe Ariotti, Paris, H. Veyrier, 1978
- Le Cinéma, grande histoire illustrée du 7e art, Éditions Atlen (Bruxelles) / Éditions Transalpines (Lugano) / Éditions Atlas Canada (Montréal Nord) ; version française éditée par les Éditions Atlas s.a. et réalisée par EDENA, Paris, 10 volumes, 1982-1984
- Gaumont, 90 ans de cinéma, direction assurée avec Dominique Muller, Paris, Ramsay / la Cinémathèque française, 1986
- Elia Kazan, sous la direction d'Edoardo Bruno, Gremese (Italie), 1989
- Almanach du cinéma, 2 volumes, Encyclopædia Universalis, 1992
- L’Envahisseur américain. Hollywood contre Billancourt, Lausanne, Favre, 1999
- Les oubliés du cinéma français, avec Claude Beylie ; préface de Jean-Charles Tacchella, Paris, Éd. du Cerf, 1999
- Histoire de la langue française, CNRS Éditions, 2000
- Une histoire du cinéma français, sous la direction de Claude Beylie, avec une préface de Raymond Chirat, Larousse, 2000
- René Clair ou le cinéma à la lettre, sous la direction de Noël Herpe et Emmanuelle Toulet, AFRHC, 2000
- Sacha Guitry, sous la direction d’André Bernard et Alain Paucard, L’Age d’Homme, « Les Dossiers H », 2002
- 100 ans de Salon d’automne, sous la direction de Noël Coret, Castadiva, 2004
- Brasillach, Grez-sur-Loing, Pardès, « Qui suis-je ? », 2005
- Les Écrans de la guerre. Le cinéma français de 1940 à 1944, Paris, Éditions de Fallois, 2005 (prix Thiers du livre d'histoire, décerné par l'Académie française, 2006)
- Le Cinéma et la guerre, direction assurée avec Hervé Coutau-Bégarie, Paris, Commission Française d’Histoire Militaire / Institut de Stratégie Comparée / Economica, 2006.
- Chronique buissonnière des années 50, Éditions de Fallois, 2008  (ISBN 978-2877066402)
- Causeries du dimanche, éd. Auda Isarn, 278 p., 2013  (ISBN 978-2917295397).
- Au temps de la Nouvelle Vague, éd. Auda Isarn, 314 p., 2016  (ISBN 978-2917295519).
- Viva Cinecittà ! (préf. Jean Tulard), Éditions de Fallois, 2019
- Ma vie et le cinéma (1931-1981) (préf. Frédéric Vitoux), t. 1, Versailles, Via Romana, 2021, 478 p.  (ISBN 978-2-37271-191-3).
- Ma vie et le cinéma (1981-2021), t. 2, Versailles, Via Romana, 2021, 472 p.  (ISBN 978-2-37271-192-0).

## Distinctions

### Prix
- Prix Richelieu 2004[4].
- Prix Robert-Brasillach 2006 pour Brasillach.
- Prix Jean-Ferré 2016 (ex aequo avec Jacques Trémolet de Villers)[5].

### Décorations
- Officier de l'ordre des Arts et des Lettres Il est promu au grade d’officier le 9 juillet 2014[6].